# Livingstone Cottage e Monken Cottage

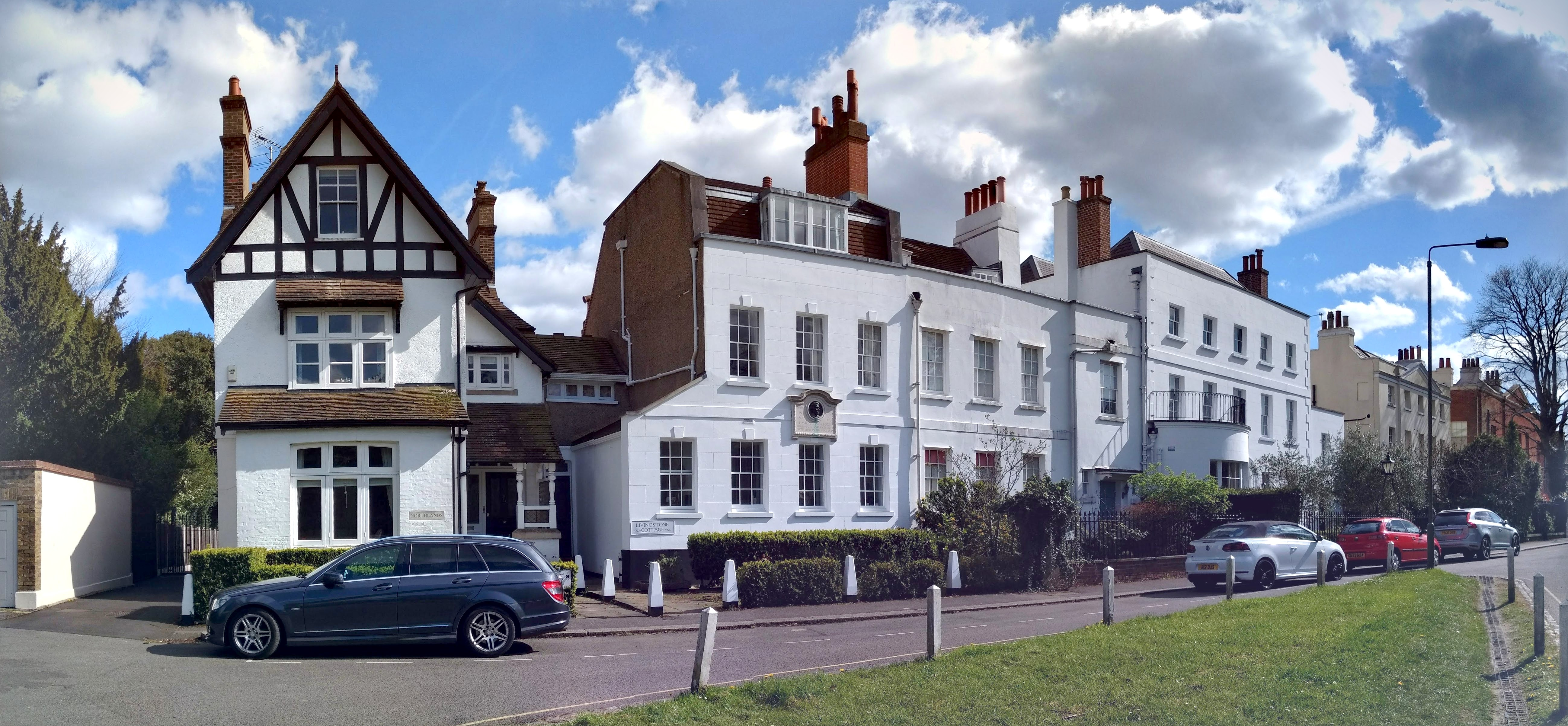
Livingstone Cottage (segundo da esquerda)

Livingstone Cottage e Monken Cottage são edifícios listados de grau II na Hadley Green Road, de frente para a Hadley Green. Uma placa na frente diz: " David Livingstone viveu aqui no ano de 1857".